# Otohime Tholus
L'Otohime Tholus è una struttura geologica della superficie di Venere.